# Новіков Олександр Миколайович
Олександр Миколайович Новиков (27 лютого 1958, Смоленськ — 27 червня 1991, Ленінград) — радянський футболіст, воротар. Чемпіон світу серед молоді (1977). Майстер спорту СРСР (1979).

## Клубна кар'єра
Олександр Новіков розпочав свою кар'єру у смоленській «Іскрі». У 1977 році заявлений за ЦСКА, але не зіграв жодного матчу за основну команду. У 1978 році повернувся до «Іскри» і за наступні 14 сезонів зіграв за неї 303 матчі, забив 1 гол.

## Виступи за збірні
1977 року Олександр Новіков брав участь у фінальному турнірі чемпіонату світу серед молоді у складі збірної СРСР і став його переможцем. Він зіграв усі 5 матчів турніру та пропустив 4 голи.

## Загибель
13 травня 1991 року автобус із командою «Іскра», який повертався з виїзного матчу з Петрозаводська, потрапив в аварію в Псковській області. У цій аварії загинув головний тренер «Іскри» Джемал Сілагадзе, а Олександр Новіков отримав тяжкі травми голови й через півтора місяця помер у ленінградській лікарні.
В останні роки у Смоленську проводиться традиційний турнір з мініфутболу пам'яті Олександра Новікова.